# 奧丁鎮區 (明尼蘇達州沃通旺縣)
奧丁鎮區（英語：Odin Township）是位於美國明尼蘇達州沃通旺縣的一個行政鎮區。

## 歷史
奧丁鎮區於1872年設立，得名自北歐神話阿薩神族主神奥丁。

## 地方資料
奧丁鎮區的面積為91.96平方千米，當中陸地面積為89.86平方千米，而水域面積為2.10平方千米。根據2020年美國人口普查的數據，當地共有人口165人，而人口密度為每平方千米1.79人。